# Terry Shepherd
Terence Sagar "Terry" Shepherd (Liverpool, 1931 - Southport, 5 oktober 2012) was een Brits motorcoureur, tuner, motorfietsbouwer en teammanager. 

## Carrière
Terry Shepherd werd enthousiast voor motorfietsen deels door zijn vader, die hem vertelde over de vooroorlogse races op het eiland Man. Toen Terry in 1949 als achttienjarige dienstplichtige bij de Royal Air Force werd ingedeeld was hij al een enthousiast motorrijder. Op zijn RAF-basis zette hij een motorclub op. Daar begon hij ook met motorfietsen te racen. Hij reed op de Britse vliegveldcircuits en de Noord-Ierse stratencircuits. 
In 1953 startte hij voor het eerst op de Snaefell Mountain Course op het eiland Man. In de Clubmans Senior TT werd hij 23e. Later in dat jaar werd hij tijdens de Manx Grand Prix zesde in de Junior-race. Vanaf 1954 startte hij weliswaar in de Isle of Man TT, maar hij nam tot 1956 nog niet deel aan de andere races om het wereldkampioenschap wegrace. 

### 1957: MV Agusta
In het seizoen 1957 kreeg hij de beschikking over een MV Agusta 500 4C-fabrieksracer, met als teamgenoten John Surtees en Umberto Masetti. In de GP van Duitsland werd hij vijfde, maar hij was de enige MV Agusta-coureur die de finish haalde. Vreemd genoeg maakte MV Agusta echter geen gebruik van Shepherd's ervaring op het eiland Man, want daar verscheen alleen Surtees aan de start. Shepherd scoorde ook nog een punt in de Ulster Grand Prix en in de GP des Nations.
Hierna reed hij weer als privérijder met Nortons, vooral op de Britse eilanden. In 1960 besloot hij na een race-ongeval om zijn carrière te beëindigen. Door dat ongeval, waarbij hij in het ziekenhuis belandde, leerde hij wel een verpleegster kennen, Marion, die zijn vrouw zou worden.
Hij had toen al naam gemaakt als tuner van zware viertaktmotoren, vooral Nortons.
Hij racete ook nog een tijdje met formule 3-auto's, maar na een ernstig, bijna dodelijk ongeval stopte hij ook daarmee.

## Terry Shepherd Tuning
In 1965 richtte hij Terry Shepherd Tuning en Terry Shepherd Racing op. Toen de tweetaktmotoren in de racerij opgang deden richtte hij zich ook op die techniek. Hij bouwde een 125cc-racer gebaseerd op de 177cc-Bridgestone Dual Twin. Hij bouwde ook een 350cc-racer gebaseerd op de 250cc-Kawasaki A 1 R-productieracer.

## Team Manager
In de latere jaren trad hij ook op als teammanager. Hij begeleidde het Amerikaanse Cycle World-team dat met Steven Thompson deelnaam aan de TT van Man van 1987 en hij zorgde ook voor de tuning van de Suzuki GSX-R 750. 
Uiteindelijk werd hij race-official voor de FIM. 
Terry Shepherd overleed op 81-jarige leeftijd aan de gevolgen van kanker.

## Wereldkampioenschap wegrace resultaten
| Jaar | Klasse | Team      | Motorfiets       | 1       | 2       | 3       | 4     | 5     | 6       | 7     | 8     | 9     | Punten | Plaats | Wereldkampioen                                 |
| ---- | ------ | --------- | ---------------- | ------- | ------- | ------- | ----- | ----- | ------- | ----- | ----- | ----- | ------ | ------ | ---------------------------------------------- |
| 1954 | 350 cc | Privé     | AJS 7R           | FRA -   | IOM DNF | ULS -   | BEL - | NED - | DUI -   | ZWI - | NAT - | SPA - | 0      | -      | Fergus Anderson, Moto Guzzi Monocilindrica 350 |
| 1954 | 500 cc | Privé     | AJS 7R           | FRA -   | IOM 31  | ULS -   | BEL - | NED - | DUI -   | ZWI - | NAT - | SPA - | 0      | -      | Geoff Duke, Gilera 500 4C                      |
| 1955 | 500 cc | Privé     | Norton 30M       | SPA -   | FRA -   | IOM 36  | DUI - | BEL - | NED -   | ULS - | NAT - |       | 0      | -      | Geoff Duke, Gilera 500 4C                      |
| 1956 | 350 cc | Privé     | Norton 40M       | IOM 10  | NED -   | BEL -   | DUI - | ULS - | NAT -   |       |       |       | 0      | -      | Bill Lomas, Moto Guzzi Monocilindrica 350      |
| 1956 | 500 cc | Privé     | Norton 30M       | IOM DNF | NED -   | BEL -   | DUI - | ULS - | NAT -   |       |       |       | 0      | -      | John Surtees, MV Agusta 500 4C                 |
| 1957 | 500 cc | MV Agusta | MV Agusta 500 4C | DUI 5   | IOM -   | NED DNF | BEL - | ULS 6 | NAT 6   |       |       |       | 4      | 11e    | Libero Liberati, MV Agusta 500 4C              |
| 1958 | 350 cc | Privé     | Beart-Norton 40M | IOM 4   | NED -   | BEL -   | DUI - | ZWE - | ULS 3   | NAT - |       |       | 7      | 8e     | John Surtees, MV Agusta 350 4C                 |
| 1958 | 500 cc | Privé     | Beart-Norton 30M | IOM DNF | NED DNF | BEL -   | DUI - | ZWE 3 | ULS DNF | NAT - |       |       | 4      | 13e    | John Surtees, MV Agusta 500 4C                 |
| 1959 | 350 cc | Privé     | Beart-Norton 40M | FRA 6   | IOM 9   | DUI -   |       |       | ZWE -   | ULS - | NAT - |       | 1      | 16e    | John Surtees, MV Agusta 500 4C                 |
| 1959 | 500 cc | Privé     | Beart-Norton 30M | FRA 5   | IOM DNF | DUI -   | NED - | BEL - |         | ULS 4 | NAT - |       | 5      | 9      | John Surtees, MV Agusta 500 4C                 |
| 1960 | 350 cc | Privé     | Beart-Norton 40M | FRA -   | IOM DNF | NED -   |       |       | ULS -   | NAT - |       |       | 0      | -      | John Surtees, MV Agusta 350 4C                 |
| 1960 | 500 cc | Privé     | Beart-Norton 30M | FRA -   | IOM 20  | NED -   | BEL - | DUI - | ULS DNF | NAT - |       |       | 0      | -      | John Surtees, MV Agusta 500 4C                 |